# Caccobius leleupi
Caccobius leleupi är en skalbaggsart som beskrevs av Vladimir Balthasar 1963. Caccobius leleupi ingår i släktet Caccobius och familjen bladhorningar. Inga underarter finns listade.